# Jeremiah Peabody's Polyunsaturated Quick-Dissolving Fast-Acting Pleasant-Tasting Green and Purple Pills
"Jeremiah Peabody's Polyinsaturated Quick-Dissolving Fast-Acting Pleasant-Tasting Green and Purple Pills" é uma novelty song composta e interpretada por Ray Stevens. A canção foi lançada como single em 1961, e alcançou a posição 35 na tabela Billboard Hot 100 em setembro do mesmo ano, tornando-se a primeira canção de Stevens a ser listada nessa tabela.
A canção também é notável por possuir o título mais longo de qualquer outro single listado na Billboard Hot 100 quando foi lançada, contabilizando 104 caracteres. A letra da canção aborda uma droga fictícia que, quando administrada diariamente, seria capaz de curar inúmeras doenças, como uma metáfora crítica à forma como as empresas farmacêuticas afirmavam assiduamente nas propagandas dos seus produtos ao longo do século XIX e no início do século XX.
Em 1981, o projeto musical holandês Stars on 45  lançou um medley da canção intitulado "Medley: Intro Venus/Sugar Sugar/No Reply/I'll Be Back/Drive My Car/Do You Want to Know a Secret/We Can Work It Out/I Should Have Known Better/Nowhere Man/You're Going to Lose That Girl/Stars on 45", superando  o número de caracteres do single de Stevens. Porém, a canção ficou conhecida apenas como "Stars on 45".

## Tabelas musicais
- Billboard Hot 100 – permaneceu na tabela por 6 semanas e alcançou a 35ª posição[3]
- Cashbox – figurou na tabela por 8 semanas e alcançou a 38ª posição[4]